# Vuongelejaure
Vuongelejaure är en sjö i Krokoms kommun i Jämtland och ingår i Indalsälvens huvudavrinningsområde. Sjön har en area på 0,341 kvadratkilometer och ligger 777,2 meter över havet.

## Delavrinningsområde
Vuongelejaure ingår i det delavrinningsområde (708494-138969) som SMHI kallar för Utloppet av Vuongelejaure. Medelhöjden är 857 meter över havet och ytan är 3,86 kvadratkilometer. Det finns inga avrinningsområden uppströms utan avrinningsområdet är högsta punkten. Vattendraget som avvattnar avrinningsområdet har biflödesordning 4, vilket innebär att vattnet flödar genom totalt 4 vattendrag innan det når havet efter 301 kilometer. Avrinningsområdet består mestadels av kalfjäll (91 procent). Avrinningsområdet har 0,34 kvadratkilometer vattenytor vilket ger det en sjöprocent på 8,8 procent.